# سينما بوركينا فاسو

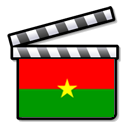
سينما بوركينا فاسو

تعد السينما في بوركينا فاسو واحدة من أكثر السينما أهمية في إفريقيا، ولها تاريخ يمتد لعدة عقود ويتضمن إنتاج العديد من الأفلام الحائزة على جوائز.

## تاريخ
تعد سينما بوركينا فاسو جزءًا مهمًا من تاريخ صناعة السينما في غرب إفريقيا وأفريقيا ما بعد الاستعمار. بدأت مساهمة بوركينا فاسو في السينما الأفريقية بتأسيس المهرجان الأفريقي للسينما والتلفزيون سنة 1969، وحصل على دعم حكومي وهياكل دائمة في عام 1972. ويُعتبر أكبر معرض للأفلام في أفريقيا جنوب الصحراء، بحضور أكثر من نصف مليون شخص، ويقام في السنوات الفردية في مارس. تعد بوركينا فاسو أيضًا واحدة من أكثر الدول إنتاجًا للأفلام الطويلة في إفريقيا. العديد من صانعي الأفلام في البلاد معروفون دوليًا وفازوا بجوائز دولية. لسنوات عديدة، كان المقر الرئيسي لاتحاد صانعي الأفلام الإفريقية (FEPACI) في واغادوغو. بين عامي 1977 و1987، كانت بوركينا فاسو تضم مدرسة أفلام إقليمية، معهد التعليم السينمائي في واغادوغو (INAFEC)، التي أنشأها (FEPACI) ومولتها جزئيًا اليونسكو، فيما ثمانين في المائة من تمويلها جاء من حكومة بوركينا فاسو.

## وضع السينما اليوم
في أواخر التسعينيات، بدأت شركات الإنتاج الخاصة المحلية في الانتشار وأصبح الإنتاج الرقمي منتشرًا بشكل متزايد. بحلول عام 2002، كان هناك أكثر من 25 شركة إنتاج صغيرة في البلاد، العديد منها يجمع موارده وخبراته من أجل الإنتاج. أشهر المخرجين من بوركينا فاسو هم: مامادو دجيم كولا، جاستون كابوري، كولو دانييل سانو، بول زومبارا، إيمانويل كاليفا سانون، بيير ياموغو، إدريسا ويدراوغو، دريسا توري، داني كوياتي، ريجينا فانتا ناكرو. تنتج بوركينا أيضًا مسلسلات تلفزيونية شهيرة مثل (Bobodjiouf).

## التوزيع

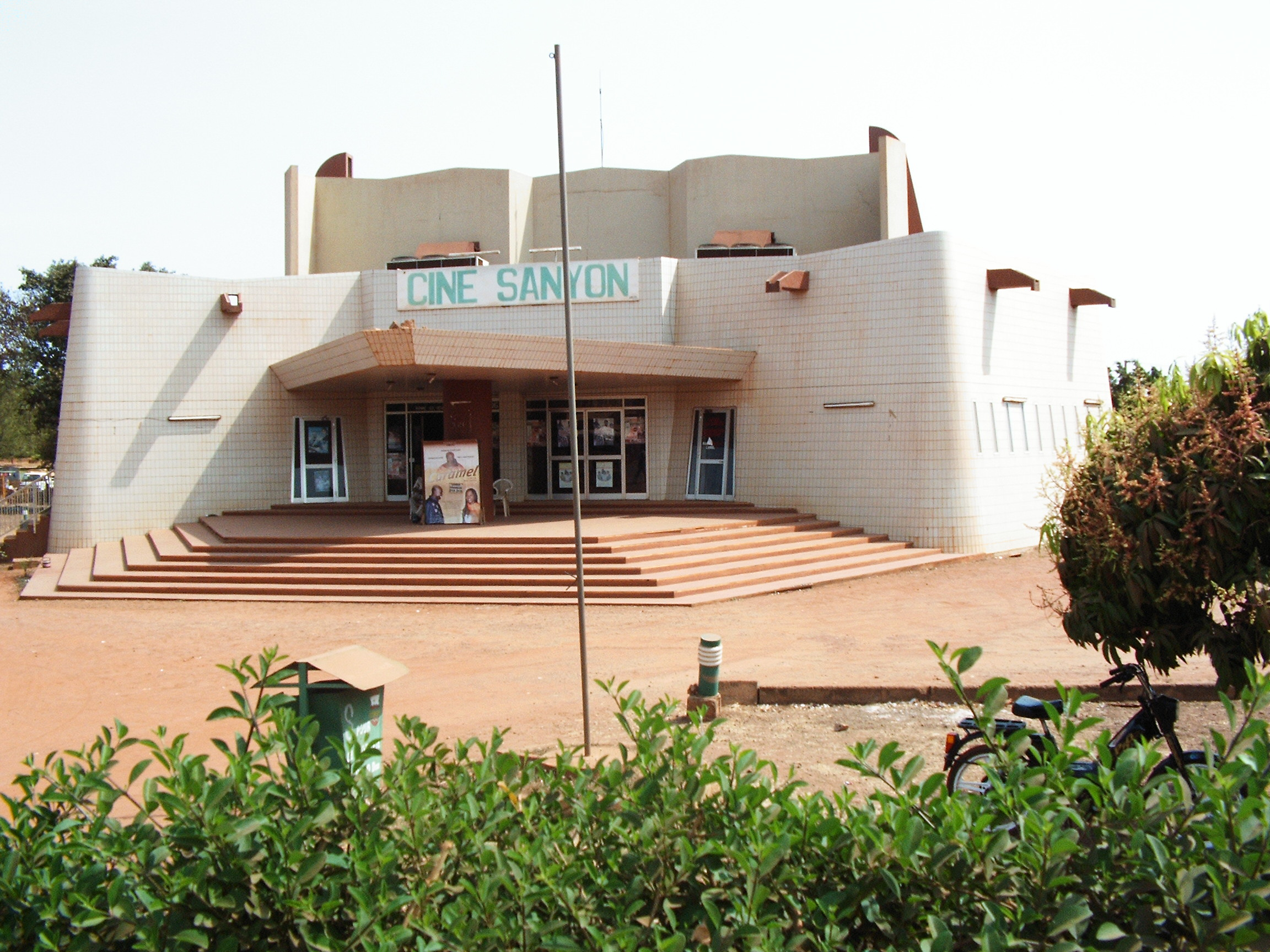
قاعة سينما في مدينة بوبوديولاسو

تم توزيع العديد من الأفلام التي تم تصويرها في بوركينا فاسو من قبل المخرجين المحليين في أوروبا الفرنكوفونية وتلقى العديد منها مساعدة من وزارة التعاون الفرنسية. ومع ذلك، في حين أن هذه الأفلام قد فازت بجوائز في أوروبا ويتم عرضها بشكل منتظم في دورات الدراسات الأفريقية، إلا أنها في إفريقيا نفسها غير معروفة خارج الدوائر الأكاديمية.

## المهرجانات والمدارس
تستضيف بوركينا فاسو المهرجان الأفريقي للسينما والتلفزيون كل عامين في واغادوغو، عاصمة بوركينا فاسو.
في عام 2005، افتتح المخرج غاستون كابوري (الذي فاز بالجائزة الأولى في المهرجان سنة 1997 عن فيلمه "Buud Yam") مدرسة تدريب لصانعي الأفلام الجدد في واغادوغو. تم بناء المدرسة، المسماة (Imagine)، بملايين الفرنك الأفريقي من أموال كابوري الخاصة، وفتحت أبوابها للمهرجان الأفريقي للسينما والتلفزيون سنة 2005.